# Úrvalsdeild Karla 1920
La Úrvalsdeild Karla 1920 fue la novena edición del campeonato de fútbol islandés. El campeón fue el Víkingur, que ganó su primer título.

## Tabla de posiciones
|  | Pos. | Equipo          | Pts | PJ | PG | PE | PP | GF | GC | DG |
|  | ---- | --------------- | --- | -- | -- | -- | -- | -- | -- | -- |
|  | 1.   | Víkingur        | 4   | 2  | 2  | 0  | 0  | 9  | 5  | +4 |
|  | 2.   | KR Reykjavik    | 2   | 2  | 1  | 0  | 1  | 5  | 5  | +0 |
|  | 3.   | Valur Reykjavik | 0   | 2  | 0  | 0  | 2  | 0  | 2  | -2 |
|  | 3.   | Fram Reykjavik  | 0   | 2  | 0  | 0  | 2  | 3  | 7  | -4 |

Pts = Puntos; PJ = Partidos jugados; PG = Partidos ganados; PE = Partidos empatados; PP = Partidos perdidos; GF = Goles a favor; GC = Goles en contra; DG = Diferencia de gol